# Kvinnherad
Kvinnherad è un comune norvegese della contea di Vestland.